# Quy định về sử dụng phương tiện bay không người lái

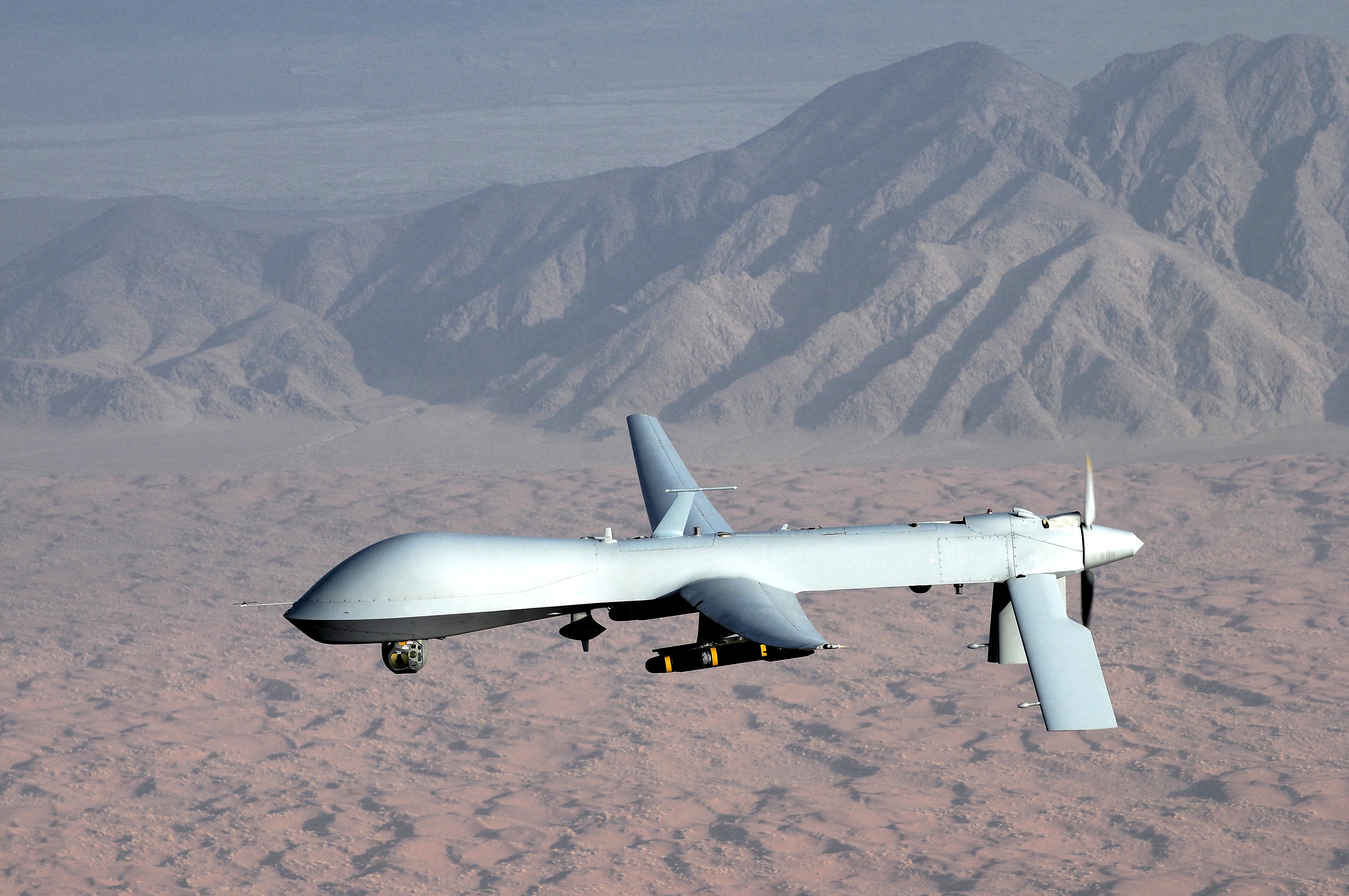
UAV chiến đấu của Mỹ MQ-1 Predator

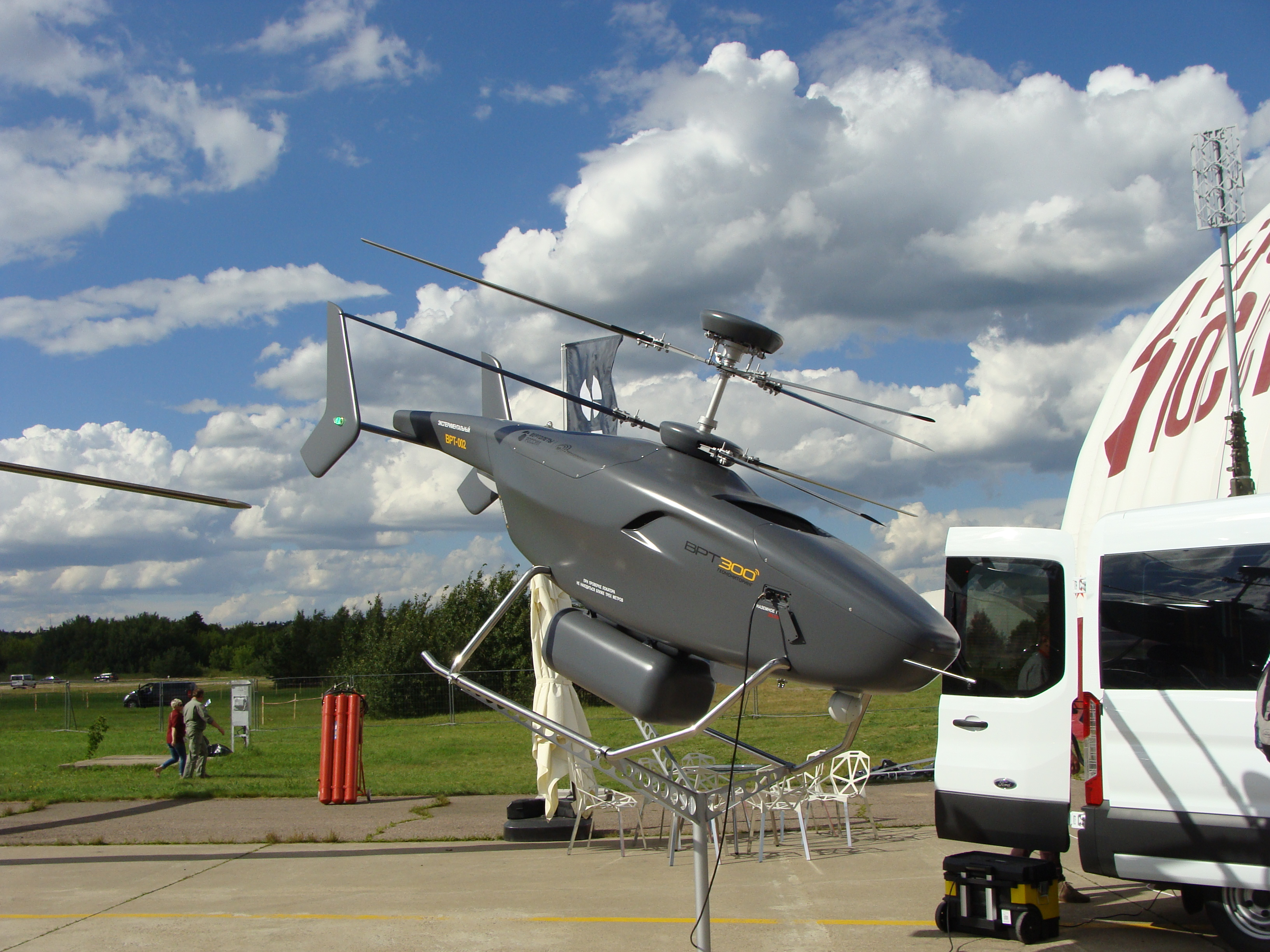
Trực thăng UAV của Nga VRT 300

Quy định về sử dụng phương tiện bay không người lái là tập hợp các quy định nhà nước về sử dụng phương tiện bay không người lái hay máy bay không người lái (UAV), do cơ quan có thẩm quyền nhà nước về quản lý hàng không và không phận ban hành.
Các quy định này có thể có sự khác nhau ở từng nước về các điều khoản cụ thể, nhưng đều hướng đến ngăn chặn những nguy hiểm cho cư dân và cho hoạt động hàng không trên ba mặt:
1. An toàn của không gian hàng không quân dân sự, ngăn chặn xâm nhập của các UAV vào khu vực hoạt động của máy bay hoặc trực thăng [1][2].
2. Tai nạn va chạm hoặc rơi UAV vào khu vực có người, kiểu như chiếc flycam rơi xuống đám đông [3].
3. Sử dụng UAV flycam xâm phạm quyền riêng tư của cá nhân hay cộng đồng khác thông qua thu hình ảnh riêng tư không được phép và gây tiếng ồn.

Tại Việt Nam tính đến năm 2020 có bốn văn bản quy định về sử dụng phương tiện bay không người lái:
1. Nghị định Số 36/2008/NĐ-CP ngày 28 tháng 03 năm 2008 về quản lý tàu bay không người lái, các phương tiện bay siêu nhẹ [4]. Nghị định Số 79/2011/NĐ-CP ngày 05 tháng 09 năm 2011 đã sửa đổi, bổ sung một số điều của 36/2008/NĐ-CP [5]
2. Thông tư Số 35/2017/TT-BQP Bộ Quốc phòng ngày 12 tháng 02 năm 2017 quy định về tiêu chuẩn đủ điều kiện bay; tiêu chuẩn, thủ tục cấp giấy phép cho các cơ sở thiết kế, sản xuất, sửa chữa, bảo dưỡng, thử nghiệm tàu bay, động cơ tàu bay, cánh quạt tàu bay và các trang bị, thiết bị của tàu bay không người lái và phương tiện bay siêu nhẹ; khai thác tàu bay không người lái, phương tiện bay siêu nhẹ và trách nhiệm của các cơ quan, đơn vị, tổ chức và cá nhân [6].
3. Chỉ thị số: 02/CT-TTg  ngày 15 tháng 01 năm 2020 về việc tăng cường biện pháp quản lý, giám sát đối với tàu bay không người lái và phương tiện bay siêu nhẹ.[7]
4. Quyết định số 18/2020/QĐ-TTg ngày 10/6/2020 về thiết lập khu vực cấm bay, khu vực hạn chế bay đối với tàu bay không người lái và các phương tiện bay siêu nhẹ.[7]

## Kiểm định phương tiện
Tại các nước phát triển các thiết bị điện tử phức tạp cung cấp liên lạc và điều khiển các hệ thống này tuân thủ tiêu chuẩn DO-178C (Xem xét phần mềm trong kiểm định hệ thống và thiết bị bay) và DO-254 (Hướng dẫn an toàn thiết kế cho phần cứng điện tử trên thiết bị bay) để phát triển phần mềm và phần cứng . Trong hầu hết các trường hợp, UAV được vận hành như một phần của hệ thống bay không người lái UAS (unmanned aircraft system) gồm "máy bay không người" (UA) và trạm điều khiển có liên lạc tới UA. Giải pháp an toàn phải giải quyết tất cả các yếu tố của UAS .
Năm 2011, Tổ chức Hàng không Dân dụng Quốc tế ICAO của Liên Hợp Quốc đã công bố Thông tư 328 - là tài liệu này nêu rõ UAS cần chứng minh mức độ an toàn tương đương như máy bay có người lái và do đó đáp ứng các quy tắc liên quan của chính phủ đối với thiết bị bay và chuyến bay. Tại Hoa Kỳ năm 2012 Quốc hội đã thông qua dự luật bắt buộc Cơ quan hàng không liên bang Mỹ (FAA) tạo ra một kế hoạch cho phép UAS vào không phận thương mại. Sau đó, FAA đã ban hành Bản tích hợp các hệ thống máy bay không người lái dân dụng (UAS) trong Lộ trình hệ thống không phận quốc gia (NAS) .
Kể từ năm 2014, có được "giấy chứng nhận khả năng không vận thực nghiệm" cho một UAS cụ thể là cách duy nhất các nhà khai thác máy bay không người lái đang truy cập Hệ thống không phận quốc gia của Hoa Kỳ . "Lệnh FAA 8130.34" về Chứng nhận đủ điều kiện bay của hệ thống bay không người lái, thiết lập các thủ tục để cấp chứng nhận này và do đó thiết lập các tiêu chuẩn hướng dẫn cho các khía cạnh chứng nhận phát triển và vận hành, có thể được giải quyết bằng cách áp dụng các tiêu chuẩn như ARP4754A và DO-178C .